# ヴァディム・プリスタイコ
ヴァディム・ヴォロディミロヴィチ・プリスタイコ（ウクライナ語: Вадим Володимирович Пристайко、英語: Vadym Volodymyrovych Prystaiko、1970年2月20日 - ）は、ウクライナの外交官、政治家。外務大臣、外務副大臣、駐英ウクライナ特命全権大使等を歴任。

## 経歴
2012年11月8日、ヴィクトル・ヤヌコーヴィチ大統領より、駐カナダ特命全権大使に任命された。また、2012年12月28日から国際民間航空機関 (ICAO) ウクライナ代表を兼任。2014年10月29日に両職を解任された。
2014年12月17日、ウクライナ外務副大臣首席補佐官に任命された。
2017年9月20日、ウクライナ政府は、プリスタイコのNATOウクライナ代表への任命に関連して、第一外務副大臣から解任した。
2019年5月22日、ウォロディミル・ゼレンスキー大統領より、ウクライナ大統領府副長官に任命された。また、2019年6月21日より国家投資評議会のメンバー。
2019年8月29日、オレクシー・ホンチャルク内閣でウクライナ外務大臣に就任した。2020年3月4日に同職を解かれ、デニス・シュミハリ内閣で欧州・大西洋統合担当副首相に任命された。2020年6月4日、同職を解かれた。
2020年7月20日、ゼレンスキー大統領によって駐英特命全権大使に任命された。2020年12月30日より国際海事機関 (IMO)ウクライナ代表を兼任。
2023年7月21日、駐英大使兼国際海事機関ウクライナ代表を解任された。